# Schwarzenbergkanaal

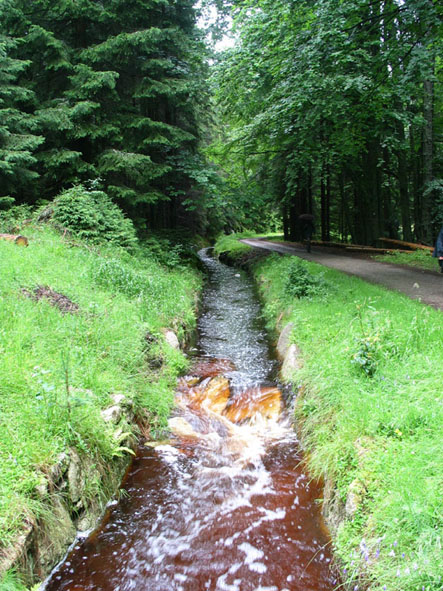
Het Schwarzenbergkanaal in 2005

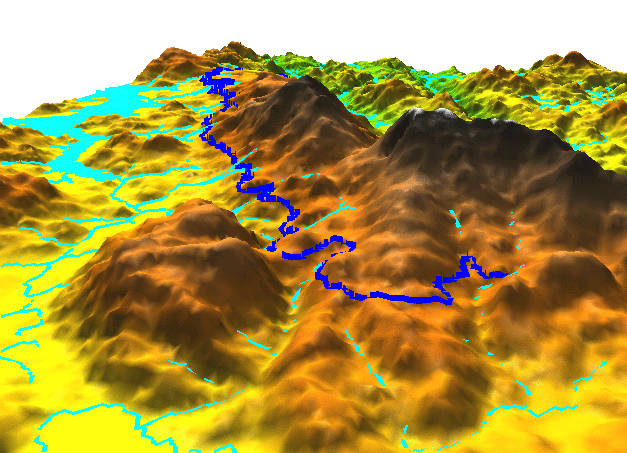
Bovenloop van het kanaal

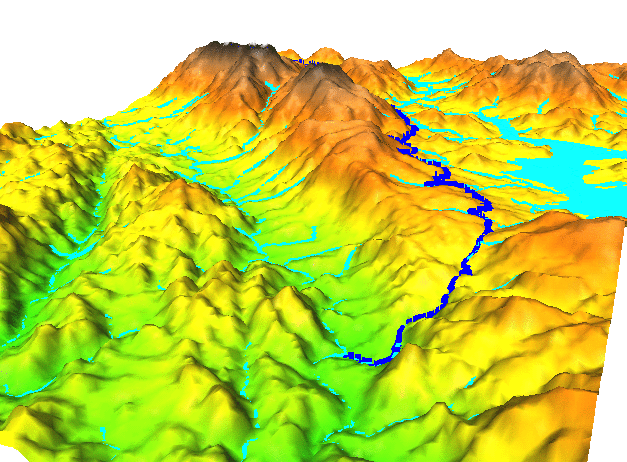
Benedenloop van het kanaal

Het Schwarzenbergkanaal (Duits: Schwarzenbergscher Schwemmkanal of Schwarzenbergischer Schwemmkanal, Tsjechisch: Švarcenberský kanál) werd omstreeks 1800 gegraven en loopt van Lichtwasser aan de grens tussen Beieren en Tsjechië via de grote Europese waterscheiding bij de Rosenhügel/U Korandy naar de Zwettlbach, die iets boven Haslach in de Große Mühl uitmondt. Ten tijde van de kanaalaanleg behoorde het gehele verloop van het kanaal tot Oostenrijk-Hongarije. In de huidige situatie ontspringt het kanaal in Tsjechië en eindigt het in Oostenrijk. Tussendoor wordt de grens driemaal gekruist en vormt het kanaal ook nog enige tijd zelf de grens tussen de twee landen.
Ingenieur Joseph Rosenauer (1735-1804) kwam in 1775 met een plan een kanaal aan te leggen over de waterscheiding tussen de Moldau en de Donau. De waterscheiding tussen Moldau en Donau is ook de waterscheiding tussen de Noordzee en de Zwarte Zee. Het kanaal zou de bossen op de noordhelling van het Bohemer Woud ontsluiten. Die noordhelling was eigendom van de vorst van Schwarzenberg, bij wie Rosenauer in dienst was. Het kanaal was niet bedoeld voor scheepvaart, maar voor drijvend houttransport. Het Duitse woord voor zwemmen is schwimmen, het woord schwemmen in de benaming van het kanaal betekent doen zwemmen. (Klinkerwisseling om doen aan te duiden komt ook in het Nederlands sporadisch voor: zogen betekent doen zuigen.)
Het eerste gedeelte van het kanaal werd tussen 1789 en 1791 gegraven, nadat het alleenrecht van de Bisschop van Passau op het houttransport te water was verlopen. Tussen de waterscheiding in de buurt van de Rosenhügel/U Korandy en de Große Mühl werd gebruikgemaakt van een bestaande beek. Men kanaliseerde deze sterk dalende beek om hem geschikt te maken om er hout in te laten drijven. Het eigenlijke kanaal langs de noordhelling van het Bohemer Woud werd aangelegd met een zo klein mogelijke stijging. In eerste aanleg was het kanaal 29,3 kilometer lang; weldra werd het verlengd tot 39,9 kilometer tot aan het dorp Hirschbergen/Jeleni Vrchy.
Het kanaal was een waterbouwkundig meesterwerk en werd in de negentiende eeuw als het achtste wereldwonder beschouwd. Het kanaal stelde de vorst van Schwarzenberg in staat het hout uit het Bohemer Woud te expoiteren. Vanaf de monding in de Große Mühl liet men het hout vrij drijven tot vlak voor de Donau. Daar werd het opgevangen en op schepen geladen. Die brachten het hout naar Wenen, waar het als brandhout verkocht werd. Omdat de transportkosten op deze manier laag waren, was de winst hoog. Acht miljoen kubieke meter hout is in de loop van de tijd via het Schwarzenbergkanaal afgevoerd.
Rosenauer zag weinig in verlenging van het kanaal voorbij Hirschbergen/Jeleni Vrchy, omdat hij bang was dat de beken verderop langs de hellingen te weinig water zouden leveren en het kanaal daar droog zou komen te staan. De vraag naar hout bleef toenemen en na Rosenauers dood kwam in de jaren 1821/1822 toch een verlenging tot stand. Bij Hirschbergen/Jeleni Vrchy groef men een tunnel van 419 meter om aan de andere kant van een heuvel een gebied met voldoende watertoevoer te kunnen bereiken. De verlenging over de helling aldaar leidde tot een totale kanaallengte van 52 kilometer. 22 beken voedden uiteindelijk het kanaal, waarover ongeveer 87 bruggen waren aangelegd. Het kanaal was zo'n 2,5 meter breed en 1 meter diep. De oorsprong van het kanaal lag op 916 meter hoogte. Bij de waterscheiding was de hoogte 800 meter, bij de monding, 10 kilometer verderop, nog slechts 500 meter.
De vorst van Schwarzenberg trok bosarbeiders uit Oostenrijk en Beieren aan, die zich vestigden in verscheidene nieuwe dorpen aan de zuidrand van het huidige Tsjechië. In de bloeiperiode waren maximaal 800 arbeiders bezig het hout dat in het kanaal dreef in goede banen te leiden. Het houttransport kon alleen plaatsvinden in de perioden dat voldoende water werd aangevoerd: bij het smelten van de sneeuw in het voorjaar en na heftige regenval in de zomer. De aanblik van het kanaal in vol bedrijf was zo spectaculair dat schoolkinderen er vrij voor kregen.
In de tweede helft van de negentiende eeuw kwamen kolen uit Silezië over het spoor naar Wenen en was er minder brandhout nodig. Daar stond tegenover dat de vraag naar bouwhout steeg. Het kanaal was echter niet geschikt voor hele stammen. De bovenste 22 kilometer in het huidige Tsjechië werden hiervoor aangepast. De stammen hieruit werden afgevoerd naar de Moldau. Ze konden over die rivier verder als vlot naar Praag en zelfs nog verder stroomafwaarts naar de Elbe. Later was er ook transport per trein langs de Moldau.
In 1891 werd een spoorlijn geopend tussen Linz en Aigen. Dat betekende het einde van het houttransport over de Große Mühl en de Donau. In 1916 werd het kanaal voor het laatst in zijn geheel gebruikt. In Tsjechië heeft het kanaal nog tot 1961 dienstgedaan voor drijvend houttransport richting Moldau.
Het verdwijnen van de oerbossen op de noordhellingen door de komst van het kanaal kan als een ecologische ramp worden beschouwd. Inmiddels is het gebied weer een natuurmonument. Grote delen van het kanaal in Tsjechië zijn gerestaureerd. Over het pad langs het kanaal loopt een fietsroute. Deels ligt het kanaal in het Tsjechische nationale park Šumava/Bohemer Woud. Verspreid over het zomerseizoen wordt op wisselende plaatsen het drijvend houttransport gedemonstreerd (het zogenoemde Schauschwemmen). In Hirschbergen/Jeleni Vrcy is een kanaalmuseum met een maquette van het hele gebied. Een tweede kanaalmuseum bevindt zich in Rosenauers geboortestad Kalsching/Chvalšiny ten noordwesten van Krummau/Český Krumlov.